# Fanefjord
Fanefjord (lokalt Kirkenoret) er en fjord på vestsiden af Møn, beliggende ud til Grønsund. Den cirka 2 km lange, lavvandede fjord, er omgivet af strandenge og overdrev, med Fanefjord Kirke liggende markant på en bakke i østenden af fjorden, og langdyssen Grønsalen beliggende mod sydøst. Nord for fjorden ligger det inddæmmede engområde Damme Mader  og Vollerup Græsenge og mod syd afgrænser halvøen Færgensvænge, sammen med den lille holm Malurtsholm fjorden mod vest.
Fanefjord er en del af Natura 2000-område nr. 168 Havet og kysten mellem Præstø Fjord og Grønsund og naturreservatet Fanefjord - Grønsund